# Damongo

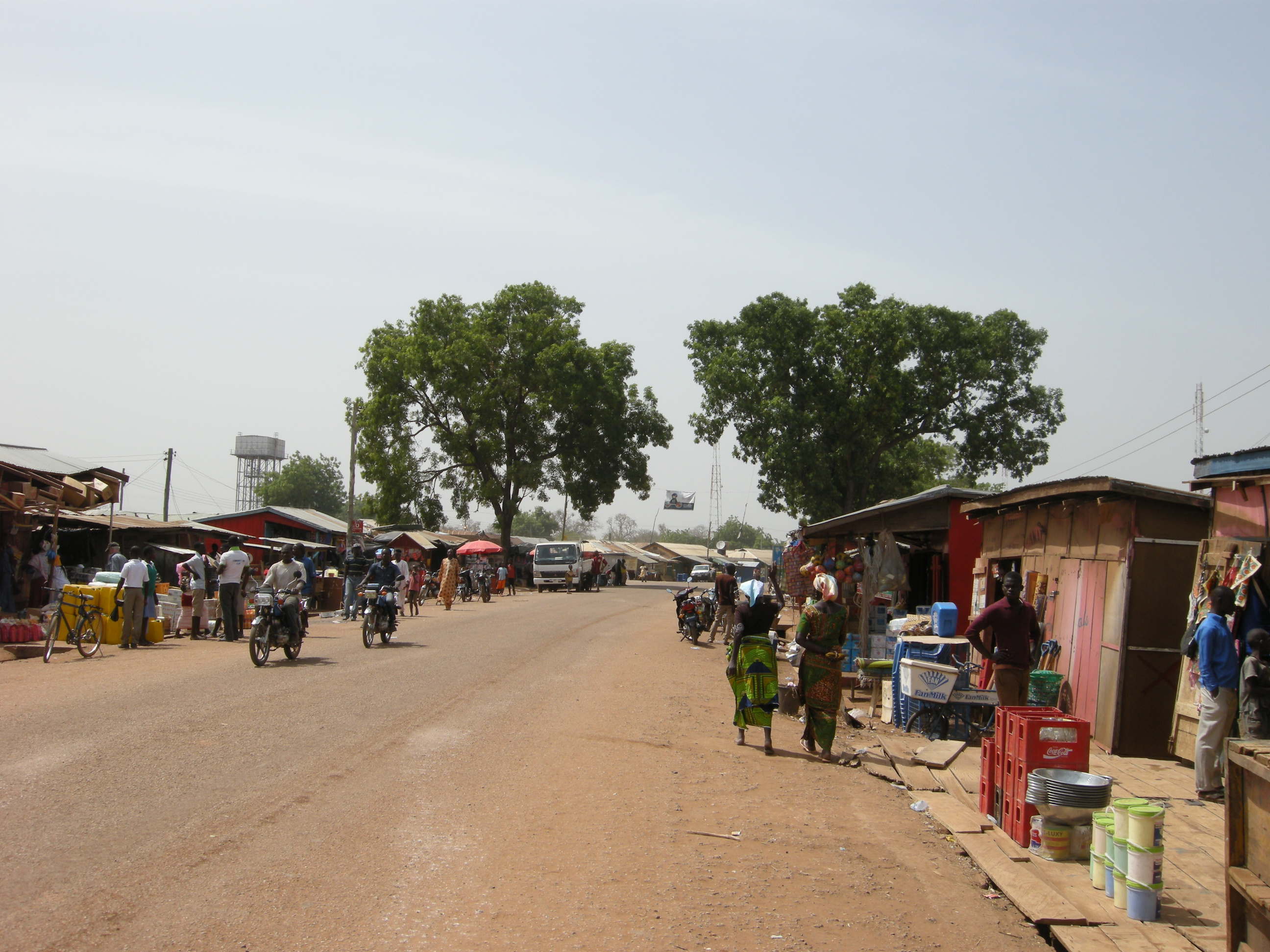
Gata i Damongo.

Damongo är en ort i nordvästra Ghana. Den är huvudort för distriktet West Gonja, och folkmängden uppgick till 20 735 invånare vid folkräkningen 2010. Damongo är födelseort för John Dramani Mahama, Ghanas president 2012-2017